# Peachtree Corners
Peachtree Corners ist eine Stadt im Gwinnett County im US-Bundesstaat Georgia mit 42.243 Einwohnern (Stand: Volkszählung 2020). Seit 2012 besitzt sie das Stadtrecht. Sie wurde als Planstadt angelegt und bildet einen wohlhabenden Vorort von Atlanta. Die Stadt liegt östlich von Dunwoody am Chattahoochee River. Sie verfügt über viele Grünflächen und Parks und wurde bereits für ihre Lebensqualität ausgezeichnet.

## Geschichte
Vor 1818 war die westliche Ecke des späteren Gwinnett County Creek- und Cherokee-Indianer-Territorium, und es war für weiße Familien illegal, sich dort niederzulassen. Dennoch gab es mehrere Familien weißer Landbesetzer in diesem Gebiet, bevor die Besiedlung legalisiert wurde. In den frühen 1800er Jahren wurde eine Straße entlang eines indianischen Pfades vom heutigen Buford, vorbei am heutigen Peachtree Corners, bis zum heutigen Atlanta gebaut. Hier entstand ein Dorf namens Pinckneyville. 1870 wurde eine Eisenbahnstrecke gebaut. Für das nächste Jahrhundert blieb das Gebiet zuerst eine ländliche Bauerngemeinde. In den späten 1960er Jahren entwickelte Paul Duke die Idee, Peachtree Corners zu gründen, eine geplante Gemeinde, die in dem Gebiet errichtet werden sollte, das einst als Pinckneyville bekannt war. Außerdem wurde ein Industriepark errichtet, wodurch die Bevölkerung stark anstieg.
Im Jahr 2012 2wurde die Stadt Peachtree Corners gegründet. Davor wurde die Siedlung Peachtree Corners von dem Gwinnett County verwaltet.

## Demografie
Nach der einer Schätzung von 2019 leben in Peachtree Corners 43.905 Menschen. Die Bevölkerung teilt sich 2017 auf in 60,2 % Weiße, 23,3 % Afroamerikaner, 9,6 % Asiaten und 3,1 % mit zwei oder mehr Ethnizitäten. Hispanics oder Latinos aller Ethnien machten 14 % der Bevölkerung von Peachtree Corners aus.

## Wirtschaft
Die Wirtschaft von Peachtree Corners wird größtenteils durch die Konzentration von Unternehmen in den Bereichen Ingenieurbüros, Logistikorganisationen der Informationstechnologie geprägt. Die Stadt verfügt über einen Industriepark, in dem sich verschiedene Großunternehmen angesiedelt haben. Auch IT- und Technologiebranche befinden sich im Aufschwung.

## Galerie

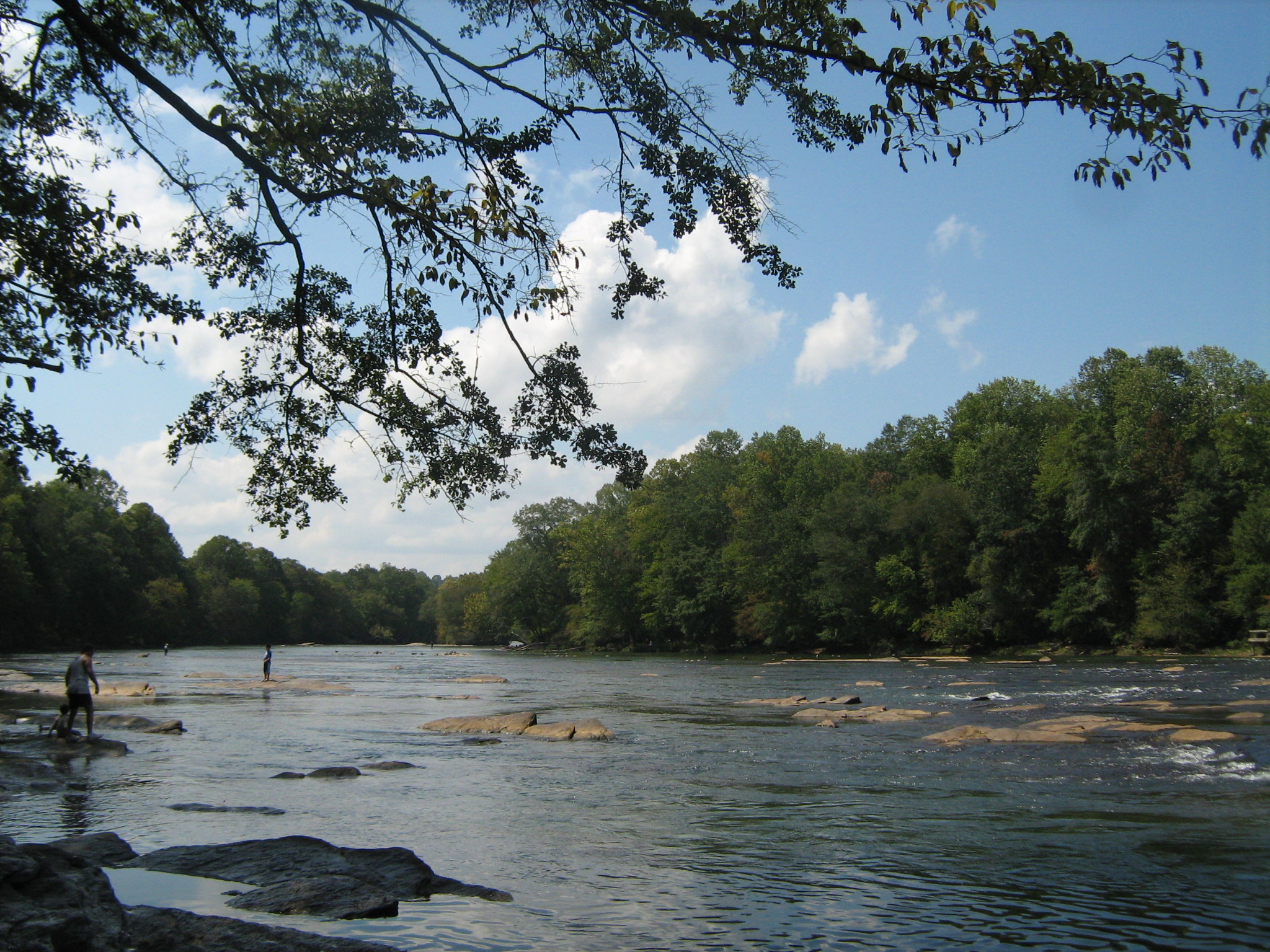
Chattahoochee River
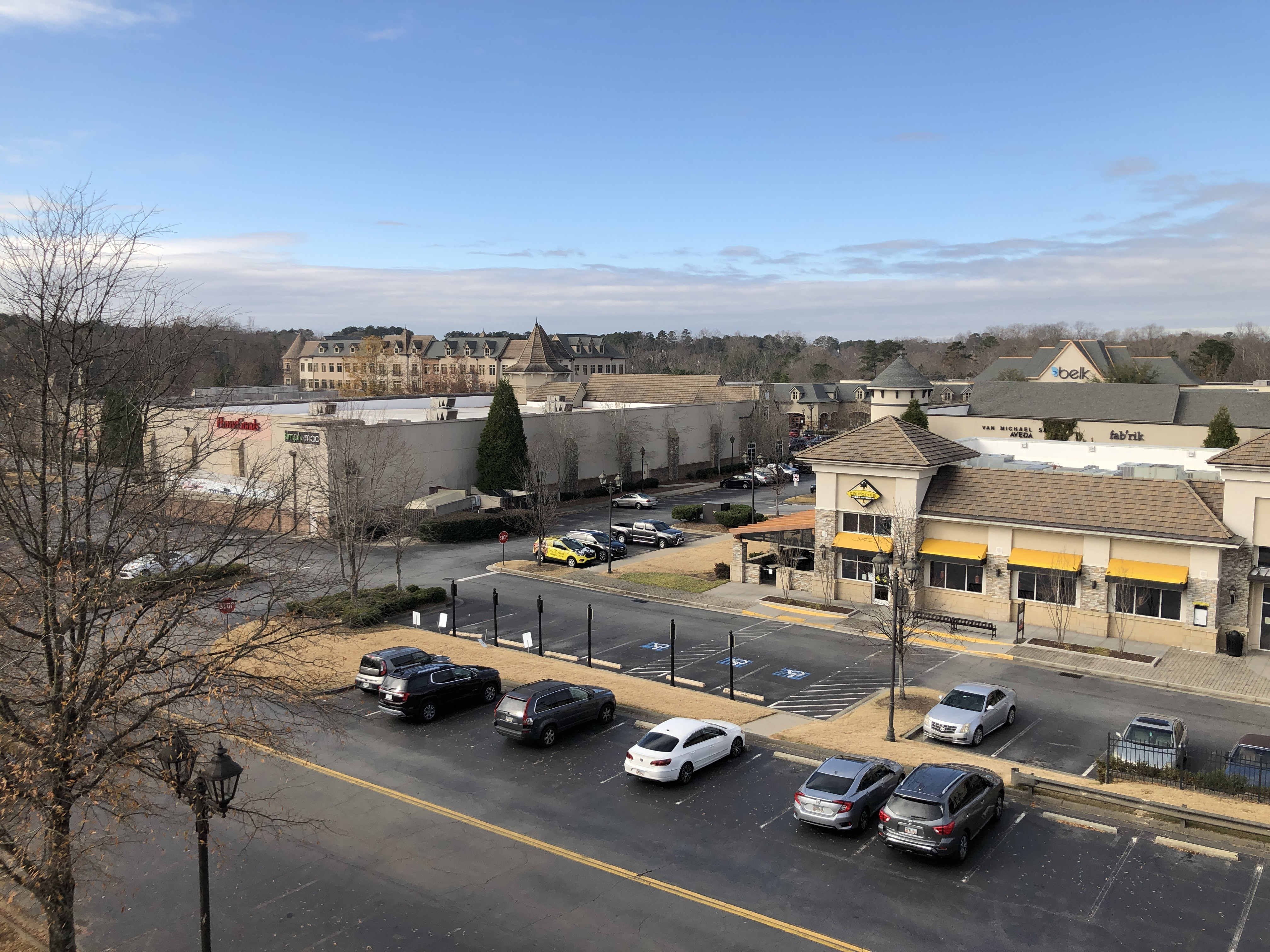
Einkaufsstraße
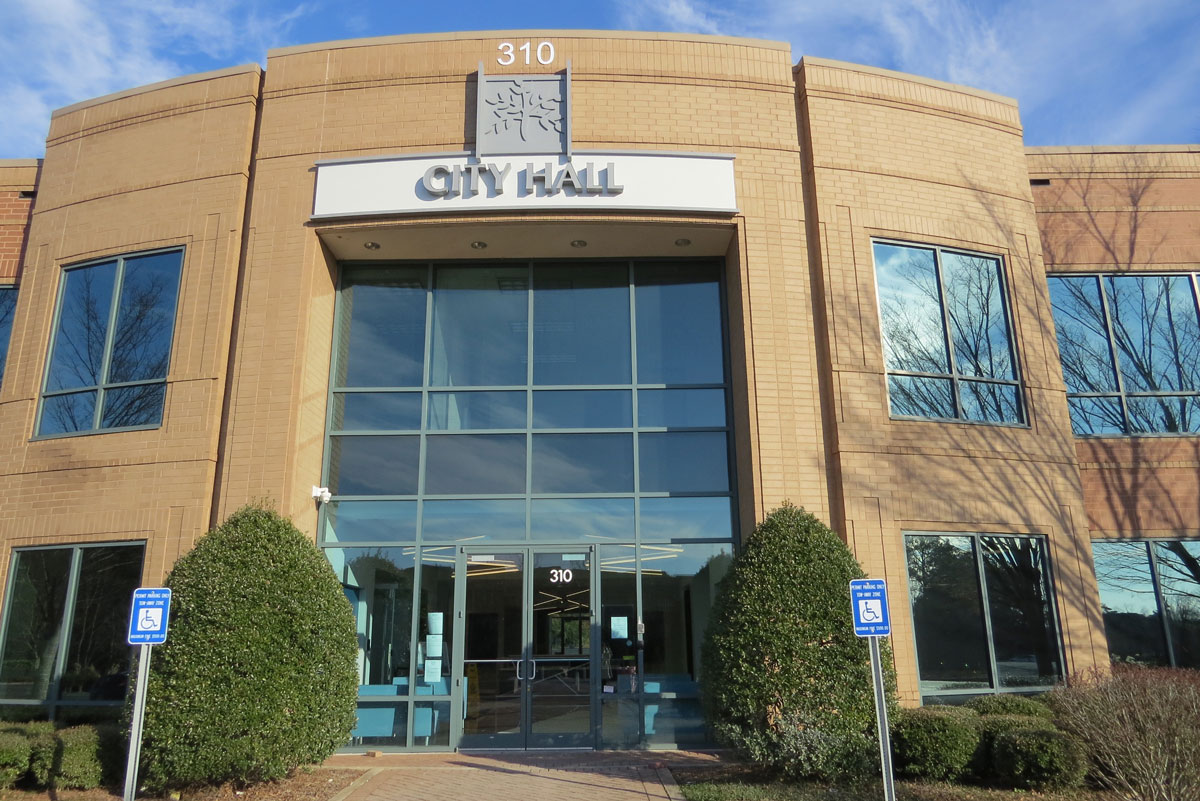
Peachtree Corners City Hall